# 순천향대학교 중앙의료원
순천향대학교 중앙의료원은 1978년 설립된 의료기관이다.

## 연혁
- 1973년 12월 27일 : 보건사회부로부터 의료법인(순천의료재단) 설립허가[1]
- 1974년 5월 6일 : 본관 준공 및 진료 개시
- 1974년 7월 6일 : 순천향병원 개원식
- 1974년 10월 1일 : 보건사회부로부터 전문의 양성 수련병원으로 지정
- 1974년 12월 1일 : 국방부로부터 군 전문의 요원 양성병원으로 지정
- 1975년 4월 2일 : 국방부로부터 군소요 지정병원으로 지정
- 1975년 6월 2일 : 보건사회부로부터 의료 기사 수습 기관으로 지정
- 1977년 5월 1일 : 충남 서산 보건의료사업소 개원
- 1978년 1월 14일 : 문교부로부터 학교법인 동은학원 설립 및 순천향의과대학 설립인가
- 1978년 1월 16일 : 의료법인 순천의료재단 해산
- 1978년 2월 1일 : 순천향 중앙의료원 기구 설치
- 1978년 2월 23일 : 순천향 의과대학 부속 순천향병원으로 개칭
- 1978년 11월 11일 : 서산 보건의료 사업소(삼화의원)증축 개원
- 1979년 5월 4일 : 보건사회부로부터 의료법인 동은의료재단 설립 허가[2]
- 1979년 9월 10일 : 순천향 구미병원(250병상) 진료 개시
- 1982년 7월 7일 : 순천향 천안병원(200병상)진료개시
- 1984년 4월 2일 : 순천향 음성병원(80병상) 진료개시
- 1985년 10월 2일 : 순천향대학병원으로 개칭 (허가병상 650병상)
- 1992년 5월 27일 : 순천향대학교 의과대학 부속병원으로 명칭 변경
- 2001년 5월 : 순천향대학교부천병원 개원
- 2008년 7월 : 국내 최신형 기종의 암 치료 장비인 제4세대 사이버나이프 도입
- 2012년 9월 : 건강증진센터와 안이비인후센터 오픈
- 2013년 7월 : 첨단 방사선 암치료기 인피니티 가동 시작

## 예하 병원
- 순천향대학교 부속 서울병원 : 서울특별시 용산구 대사관길 22 소재
- 순천향대학교 부속 부천병원 : 경기도 부천시 조마루로 170 소재
- 순천향대학교 부속 천안병원 : 충청남도 천안시 동남구 순천향6길 31 소재
- 순천향대학교 부속 구미병원 : 경상북도 구미시 1공단로 179 소재